# Ariocarpus drabi
Ariocarpus drabi là một loài thực vật có hoa trong họ Cactaceae. Loài này được Halda & Sladk. mô tả khoa học đầu tiên năm 2000.